# Lynette Woodard
Lynette Woodard (n. 12 august 1959, Wichita, Kansas, SUA) este o baschetbalistă americană, medaliată olimpică. A participat la o ediție a Jocurilor Olimpice (1984) în care a câștigat o medalie de aur.